# Wadjemup fyr
Wadjemup fyr är en tidigare bemannad fyr på ön Rottnest väster om Fremantle i Western Australia och delstatens äldsta fyrplats.
Den första fyren på platsen konstruerades av Henry Trigg, som själv lade grundstenen i januari 1942, och byggdes av medlemmar av urbefolkningen som var internerade på ön. Den var 20 meter hög och försedd med tre oljelampor med var sin paraboloid spegel. Fyrapparaten, som roterade med hjälp av ett urverk, avgav en fem sekunder lång blixt varje minut. Lysvidden var 18 sjömil.
Fyren, som skulle underlätta transport till kolonin vid Swan River och inseglingen till Fremantle Port, invigdes officiellt den 1 juni 1851. 

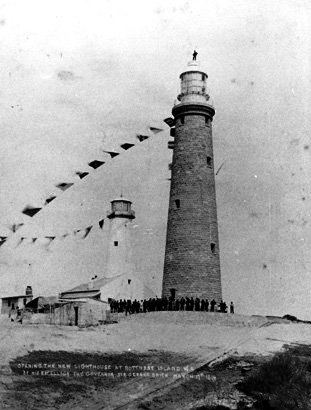
Invigningen av den nuvarande fyren den 17 mars 1896.

Den nuvarande fyren byggdes år 1896 på öns högsta. Den är 38 meter hög och byggd av kalksten med en vit lanternin på toppen. Fyrapparaten, som var den första i Australien med en roterande lins, visar en vit blixt var 7,5 sekund. Lysvidden är 26 sjömil. Fyren elektrifierades år 1936, automatiserades i november 1986 och avbemannades år 1990.
Fyren öppnades för allmänheten den 5 november 2005 och visas regelbundet. Det är 155 trappsteg upp till toppen. Fyrplatsen kan nås med cykel eller buss.